# Marian Anderson House
Het Marian Anderson House is een museum in Philadelphia, Pennsylvania. Het is gewijd aan de operazangeres Marian Anderson (1897-1993).

## Geschiedenis
Het maakt deel uit van een woningblok dat tussen 1862 en 1876 werd gebouwd in Italianate-stijl. Het kent twee verdiepingen en is gebouwd uit baksteen. Het was een arbeiderswoning die gelijkt op veel andere woningen in de omgeving.
Anderson trok hier in 1924 in met haar moeder en zussen en bleef hier tot haar huwelijk in 1943 met Orpheus Fisher wonen. Hier repeteerde ze ook en in deze tijd kende ze haar succesvolle periode. Hoewel ze niet de eerste zwarte Amerikaanse operazangeres was, overtrof haar carrière wel die van al haar voorgangers. Het huis staat sinds 2011 geregistreerd als nationaal historische plaats.

## Collectie en activiteiten
Het museum toont allerlei memorabilia uit het leven van de contra-alt, zoals beelden, kostuums, haar bruidsjurk, een concertvleugel, ander meubilair, haar favoriete gordijnen, schilderijen en foto's. Ook is er documentatiemateriaal te vinden, variërend van boeken, geluidsopnames en filmdocumentaires. Er is zelfs een stripboek over haar in te zien. Daarnaast worden er lezingen gehouden over haar leven en werk en live-optredens gegeven. Het is toegankelijk voor enkele bezoekers tot groepen.